# Stagno di Cugnana
Lo stagno di Cugnana è una zona umida situata in prossimità della costa settentrionale della Sardegna. Appartiene amministrativamente al comune di Olbia.

Lo stagno ha una superficie di 1,39 Km e una salinità media di 30,7 psu.